# Liste der Bodendenkmäler in Weihenzell
Auf dieser Seite sind die Bodendenkmäler in der mittelfränkischen Gemeinde Weihenzell zusammengestellt. Diese Tabelle ist eine Teilliste der Liste der Bodendenkmäler in Bayern. Grundlage ist die Bayerische Denkmalliste, die auf Basis des Bayerischen Denkmalschutzgesetzes vom 1. Oktober 1973 erstmals erstellt wurde und seither durch das Bayerische Landesamt für Denkmalpflege geführt wird. Die folgenden Angaben ersetzen nicht die rechtsverbindliche Auskunft der Denkmalschutzbehörde.

## Bodendenkmäler der Gemeinde Weihenzell

### Bodendenkmäler in der Gemarkung Forst
| Lage             | Objekt | Akten-Nr.     | Bild |
| ---------------- | --- | ------------- | ---- |
| Forst (Standort) | Mittelalterliche und frühneuzeitliche Befunde im Bereich der Evangelisch-Lutherischen Filialkirche St. Stephanus. | D-5-6629-0128 |      |

### Bodendenkmäler in der Gemarkung Gebersdorf
| Lage                  | Objekt                             | Akten-Nr.     | Bild |
| --------------------- | ---------------------------------- | ------------- | ---- |
| Gebersdorf (Standort) | Siedlung der Steinzeiten.          | D-5-6629-0082 |      |
| Gebersdorf (Standort) | Freilandstation des Mesolithikums. | D-5-6629-0083 |      |
| Gebersdorf (Standort) | Freilandstation des Mesolithikums. | D-5-6629-0084 |      |

### Bodendenkmäler in der Gemarkung Haasgang
| Lage                | Objekt                                                                                 | Akten-Nr.     | Bild |
| ------------------- | -------------------------------------------------------------------------------------- | ------------- | ---- |
| Haasgang (Standort) | Grabhügel vorgeschichtlicher Zeitstellung.                                             | D-5-6629-0073 |      |
| Haasgang (Standort) | Siedlung der Steinzeiten.                                                              | D-5-6629-0074 |      |
| Haasgang (Standort) | Mittelalterliche Vorgängerbauten der Evangelisch-Lutherischen Filialkirche St. Martin. | D-5-6629-0076 |      |
| Haasgang (Standort) | Grabhügel vorgeschichtlicher Zeitstellung.                                             | D-5-6629-0104 |      |
| Haasgang (Standort) | Grabhügel vorgeschichtlicher Zeitstellung.                                             | D-5-6629-0117 |      |

### Bodendenkmäler in der Gemarkung Vestenberg
| Lage                  | Objekt                                     | Akten-Nr.     | Bild |
| --------------------- | ------------------------------------------ | ------------- | ---- |
| Vestenberg (Standort) | Siedlung des Neolithikums.                 | D-5-6629-0004 |      |
| Vestenberg (Standort) | Grabhügel vorgeschichtlicher Zeitstellung. | D-5-6629-0114 |      |

### Bodendenkmäler in der Gemarkung Weihenzell
| Lage                  | Objekt | Akten-Nr.     | Bild |
| --------------------- | --- | ------------- | ---- |
| Weihenzell (Standort) | Grabhügel vorgeschichtlicher Zeitstellung.                                                                   | D-5-6629-0116 |      |
| Weihenzell (Standort) | Siedlung der Steinzeiten.                                                                                    | D-5-6629-0118 |      |
| Weihenzell (Standort) | Siedlung der Steinzeiten.                                                                                    | D-5-6629-0119 |      |
| Weihenzell (Standort) | Mittelalterliche und frühneuzeitliche Befunde im Bereich der Evangelisch-Lutherischen Pfarrkirche St. Jakob. | D-5-6629-0121 |      |
| Weihenzell (Standort) | Mittelalterlicher Kapellenstandort.                                                                          | D-5-6629-0122 |      |
| Weihenzell (Standort) | Mittelalterliche Kapellenwüstung.                                                                            | D-5-6629-0124 |      |
| Weihenzell (Standort) | Freilandstation des Mesolithikums, Siedlung des Neolithikums.                                                | D-5-6629-0135 |      |

### Bodendenkmäler in der Gemarkung Wernsbach b.Ansbach
| Lage                           | Objekt | Akten-Nr.     | Bild |
| ------------------------------ | --- | ------------- | ---- |
| Wernsbach b.Ansbach (Standort) | Freilandstation des Mesolithikums, Siedlung des Neolithikums.                                                   | D-5-6629-0077 |      |
| Wernsbach b.Ansbach (Standort) | Siedlung des Neolithikums.                                                                                      | D-5-6629-0078 |      |
| Wernsbach b.Ansbach (Standort) | Freilandstation des Mesolithikums und Siedlung des Neolithikums.                                                | D-5-6629-0079 |      |
| Wernsbach b.Ansbach (Standort) | Mittelalterliche und frühneuzeitliche Befunde im Bereich der Evangelisch-Lutherischen Pfarrkirche St. Johannes. | D-5-6629-0133 |      |